# Theo Mayer-Kuckuk
Theodor Mayer-Kuckuk (* 10. Mai 1927 in Rastatt; † 21. September 2014 in Niebüll) war ein deutscher Atom- und Kernphysiker. Er war auch unter dem Kürzel Theo Mayer-Kuckuk bekannt.

## Leben
Er studierte in Heidelberg und promovierte dort 1953 bei dem Nobelpreisträger Walther Bothe (mit experimentellen Arbeiten zum damals neuen Schalenmodell der Atomkerne) und arbeitete am dortigen Max-Planck-Institut für Kernphysik. Ab 1960 ging er für ein Jahr in die USA und forschte am California Institute of Technology in Pasadena. 1962 habilitierte er sich in Heidelberg und war am Max-Planck-Institut für Kernphysik tätig. Von 1965 bis zu seiner Emeritierung 1992 war er Professor am Institut für Strahlen- und Kernphysik der Universität Bonn. Zwischen 1990 und 1992 war er Präsident der Deutschen Physikalischen Gesellschaft (DPG). Seine Präsidentschaft war geprägt von der Integration der Physikalischen Gesellschaft der DDR in die DPG. Weiters kümmerte er sich um die Restaurierung des Magnus-Hauses in Berlin, welches Stammsitz der ostdeutschen Physikalischen Gesellschaft war. 1994 wurde er wissenschaftlicher Leiter des Magnus-Hauses und führte diese Aufgabe bis zu seiner Verabschiedung 2006 aus.
Im Jahr 2014 verstarb er in Niebüll in Schleswig-Holstein.

## Forschungsgebiete
Für seine Promotion nahm Mayer-Kuckuk kernspektroskopische Messungen von Atomkernen vor. An der Universität Bonn initiierte er den Bau eines Zyklotrons und trieb den Bau des Kühlersynchrotrons COSY am Forschungszentrum Jülich maßgeblich voran. Seine Arbeiten umfassen den Betazerfall, schwache und Starke Wechselwirkung, die Kernreaktionen und die Struktur des Atomkerns. Er beschäftigte sich auch mit Anwendungen wie der Archäometrie mit dem Zyklotron in Bonn.
Seine Einführung in die Kernphysik ist ebenso wie seine Einführung in die Atomphysik in Deutschland ein Standard-Lehrbuch.

## Ehrungen
Bereits im Jahr 1963 bekam Mayer-Kuckuk von der Justus-Liebig-Universität Gießen den Röntgen-Preis verliehen. 1982 wurde er in die Nordrhein-Westfälische Akademie der Wissenschaften und der Künste gewählt. Seit 2002 war er Ehrenmitglied der DPG.

## Architekturgeschichte
Theo Mayer-Kuckuk ist Bauherr des 1967 errichteten Hauses Mayer-Kuckuk, eines in der deutschen Architekturgeschichte des 20. Jahrhunderts als paradigmatisch rezipierten Einfamilienhauses in Systembauweise des Architekten Wolfgang Döring.

## Schriften

### Lehrbücher
- Theo Mayer-Kuckuk: Physik der Atomkerne: eine Einführung (= Teubner-Studienbücher Physik). 2., überarb.  Auflage. Teubner, Stuttgart 1974, ISBN 978-3-519-13021-5 (archive.org).
- Theo Mayer-Kuckuk: Kernphysik. 5. Auflage. Vieweg+Teubner Verlag, Wiesbaden 1992, ISBN 978-3-519-43021-6, doi:10.1007/978-3-322-91795-9.
- Theo Mayer-Kuckuk: Kernphysik (= Teubner Studienbücher Physik). 7. Auflage. Vieweg+Teubner Verlag, Wiesbaden 2002, ISBN 978-3-519-13223-3, doi:10.1007/978-3-322-84876-5.
- Theo Mayer-Kuckuk: Atomphysik (= Teubner Studienbücher Physik). Vieweg+Teubner Verlag, Wiesbaden 1997, ISBN 978-3-519-43042-1, doi:10.1007/978-3-663-01606-9 (archive.org).
- Theo Mayer-Kuckuk: Atomphysik (= Teubner Studienbücher Physik). 2. Auflage. Teubner, Stuttgart 1980, ISBN 978-3-519-13042-0 (archive.org).

### Weitere Schriften
- Das Magnus-Haus und die Deutsche Physikalische Gesellschaft. In: Dieter Hoffmann (Hrsg.): Gustav Magnus und sein Haus. Verlag für Geschichte der Naturwissenschaften und der Technik, Stuttgart 1995, ISBN 3-928186-26-4, S. 123–129.
- Der gebrochene Spiegel : Symmetrie, Symmetriebrechung und Ordnung in der Natur. Birkhäuser, Basel 1989, ISBN 3-7643-2335-3.
- Das Kühler-Synchrotron COSY und seine physikalischen Perspektiven. In: Rheinisch-Westfälische Akademie der Wissenschaften (= Vorträge. Band 359). Westdeutscher Verlag, Opladen 1988, ISBN 978-3-663-01749-3.
- Hermes und das Schaf — interdisziplinäre Anwendungen kernphysikalischer Beschleuniger. In: Rheinisch-Westfälische Akademie der Wissenschaften (= Vorträge. Band 319). Westdeutscher Verlag, Opladen 1983, ISBN 978-3-531-08319-3.